# Джирішанка
Джирішанка (ісп. Hirishanca) — гора заввишки 6126 м в Андах в Перу, у хребті Кордильєра-Уайуаш, в регіоні Анкаш (за іншими даними висота гори складає 6094 метрів). Це 10-а за висотою гора Перу. З місцевої мови назва ісп. Hirishanca перекладається як «Крижаний дзьоб колібрі» (від форми вершини).15 листопада 1954 року на Південно-східному схилі гори розбився двомоторний літак що слідував по маршруту Пукальпа — Ліма, загинули усі ті, хто перебував на борту — 29 чоловік.

## Сходження

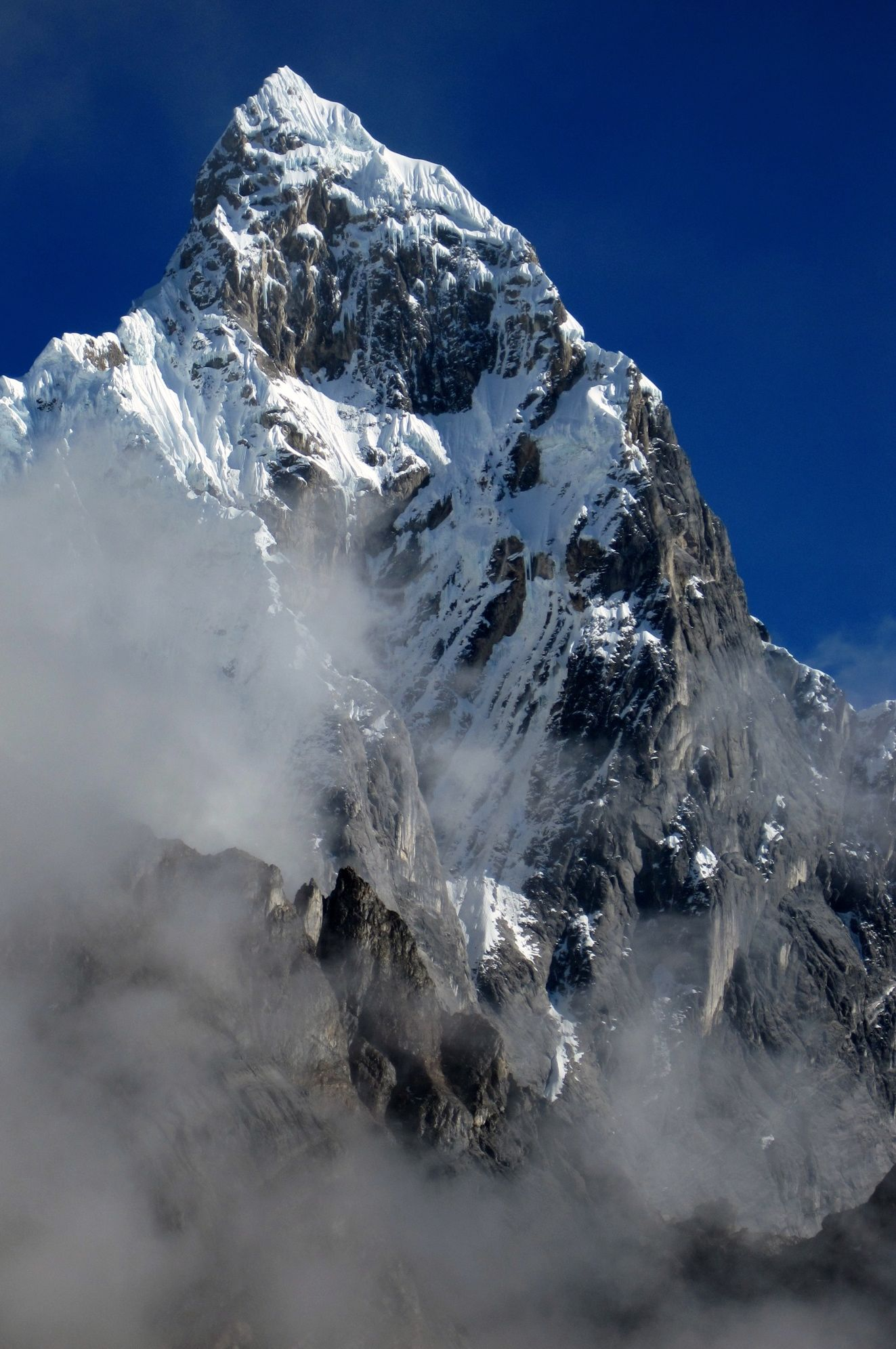
Південно-східна стіна Джирішанки

Перше сходження на вершину було здійснене 12 липня 1957 року австрійськими альпіністами Тоні Еггером (Toni Egger) і Зігфредом Юнгмайром (Siegfried Jungmair) по східному контрфорсу. По сучасній класифікації цей маршрут має категорію ED1, в подальшому він був повторений лише одного разу в 1969 р.
Північна вершина Джирішанки уперше було пройдено в 1964 році американською експедицією по північному гребеню. Перший маршрут по складній західній стіні був прокладений 6 липня 1969 року італійською командою на чолі з Ріккардо Кассіном (Riccardo Cassin).
У 1971 році японська команда уперше пройшла південно-східну стіну, сходження тривало 49 днів.
Великий перепад висот (900–1200 м), крутизна схилів, технічно складне лазіння по скелях дозволяє віднести Джирішанку до найважчих шеститисячників Анд. Прості маршрути на вершину класифікуються категорією складності TD.